# Trojanski manastir
Trojanski manastir (bug. Троянски манастир) je treći po veličini manastir u Bugarskoj poslije Rilskog i Bačkovskog manastira. Ovo je stavropigijalni manastir Bugarske pravoslavne crkve. Nalazi se u sjevernoj Bugarskoj, na obalama rijeke Černi Osm u blizini sela Orešak 10 km od Trojana.

## Povijest
Osnovan je krajem 16. stoljeća. Turski su ga napadi nekoliko puta teško oštetili tijekom 17. i 18. stoljeća. Mnogo puta obnovljen je tijekom 1830. godine. Manastir je poznat po svojim drvorezbarijama, najviše kvalitete ručne izrade duborezom koje su rezbarili majstori iz Trjavni. 

## Ikona Presvete Bogorodice Trojeručice
Trojanski manastir poznat je i po svojoj čudotvornoj ikoni Presvete Bogorodice Trojeručice ("Troruke BDM"). Ikona je kopija čudotvorne ikone iz manastira Hilandara (14. stoljeće). Prema legendi, čudotvornu je ikonu ovdje donio monah s Atoske planine, koji je ostao pustinjak iz okoline Trojana za kratko vrijeme tijekom svoje putovanje od Atoske planine do Vlaška.[ova drugi dio rečenice je nejasan] Crkva Presvete Bogorodice, u kojoj se nalazi ikona i glavna crkva u samostanskom kompleksu, sagrađena je 1835. godine, pretkraj osmanske vlasti, za vrijeme bugarskog narodnog preporoda. Freske manastirske crkve djelo su velikog bugarskog majstora Zaharija Zografa.
Pored vjerske uloge, manastir je poznat po svojim velikim piscima, nastavnicima i prevoditeljima.
Manastir je povezan s borbom Bugara protiv otomanske represije. Tijekom rusko-turskog rata, manastir je pretvoren u bolnicu za ruske vojnike i dao je ruskim snagama svu moguću pomoć. Ovdje posjetitelji mogu probati čuvene šljivovice kuhane po starom receptu iz manastira.

## Vanjske poveznice
- Photo gallery of the Troyan Monastery  Arhivirana inačica izvorne stranice od 5. svibnja 2009. (Wayback Machine)
- Troyan Monastery at Bulgarian Monastery.com  Arhivirana inačica izvorne stranice od 23. ožujka 2015. (Wayback Machine)